# Шпе, Адольф
A. Späh (Adolf Späh; род. около 1875, Бенцинген — умер после 1924, Мюнхен) — немецкий художник, работавший в Мюнхене в конце XIX — начале XX века. Известен своими религиозными картинами, пейзажами, такими как «Извилистая тропа», и художественными открытками, а также копиями произведений старых мастеров. Его работы выполнены в стиле академизма, характерного для мюнхенской художественной школы.

## Биография
A. Späh родился около 1875 года в Бенцингене (ныне часть Винтерлингена, Баден-Вюртемберг). Записи Мюнхенской академии изящных искусств указывают, что в 1906 году ему было 31 год, что соответствует рождению около 1875 года.
14 мая 1906 года A. Späh был принят в Мюнхенскую академию художеств, где обучался в классе профессора Карла Рауппа. До этого он посещал Рисовальную школу Рауппа в Мюнхене.
A. Späh жил и работал в Мюнхене, сотрудничая с издательствами, такими как Gebrüder Parcus, и выполняя заказы для церквей. Точная дата смерти неизвестна, но картина 1924 года свидетельствует, что он был активен по крайней мере до этого времени. Предполагается, что он умер в Мюнхене.

## Творчество

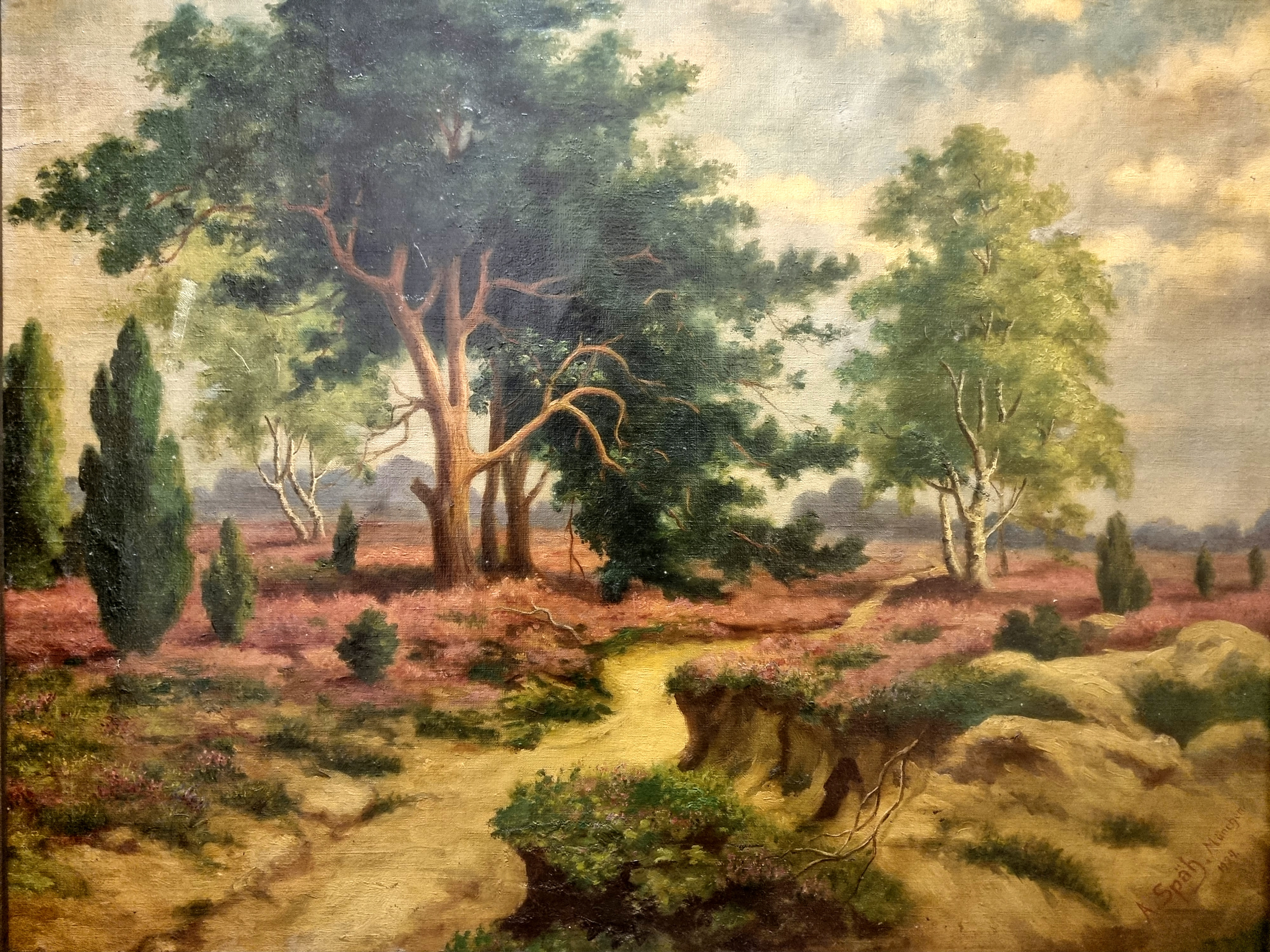
A. Späh, «Извилистая тропа» (нем. Gewundener Pfad), 1924

A. Späh создавал оригинальные картины в жанрах религиозной живописи и пейзажа, а также художественные открытки. Его работы, отличающиеся реализмом и вниманием к деталям, отражают традиции мюнхенской художественной школы, для которой был характерен академический стиль.
В 1924 году A. Späh написал картину маслом на холсте «Извилистая тропа» (нем. Gewundener Pfad, англ. Winding Path). Эта работа демонстрирует его мастерство в пейзажной живописи, которая, вероятно, занимала значительное место в его творчестве.
В 1916 году он выполнил алтарное изображение для церкви Святой Анны в Нидерэнзе (район Зост, Северный Рейн-Вестфалия), обнаруженное в 2020 году во время реставрации. Картина находится на реставрации, и её описание недоступно.
A. Späh также создавал изображения для художественных открыток (Künstler-AK), например, с изображением святой Терезы, подписанные его именем.
Помимо оригинальных работ, A. Späh выполнял копии известных произведений. В 1913 году он получил заказ от издательства Gebrüder Parcus на копию фрески Рафаэля «Афинская школа» (1509—1511), изображающей древнегреческих философов, таких как Платон и Аристотель. Копия, вероятно, предназначалась для образовательных целей, но её местонахождение неизвестно. Также известна его копия картины «Рыбак» (Der Fischer) Карла Шпицвега, созданная в 1885 году.